# Wereldkampioenschappen schaatsen afstanden 2015
De wereldkampioenschappen schaatsen afstanden 2015 werden gehouden van donderdag 12 tot en met zondag 15 februari 2015 in de ijshal Thialf te Heerenveen. Het waren de zestiende editie van de WK afstanden en na de edities van 1999 en 2012 de derde WK afstanden in Heerenveen. Thialf was hiermee de eerste ijsbaan die de afstandskampioenschappen voor de derde keer organiseerde.
Het was de eerste keer dat de WK afstanden in februari worden gehouden, alle vijftien eerdere edities vonden plaats in maart. De WK allround en WK sprint zijn naar maart verplaatst zodat alle seizoenen nu de indeling volgen zoals die ook gebruikelijk is in een olympisch jaar.
Het onderdeel massastart stond in 2015 voor het eerst op het programma van het wereldkampioenschap. Het was het laatste toernooi in Thialf voordat het stadion volledig verbouwd werd.

## Tijdschema
Het tijdschema leidde tot onvrede onder de schaatsers omdat openen met de 10.000 meter volgens coach Jac Orie en technisch directeur Arie Koops een slechte keuze was. Het leidde ook tot afzegging van drievoudig winnaar Sven Kramer voor de tien kilometer.
| Datum            | Aanvang | Mannen                     | Vrouwen                             |
| ---------------- | ------- | -------------------------- | ----------------------------------- |
| 12 februari 2015 | 18:00   | 10.000m                    | 3000m                               |
| 13 februari 2015 | 18:00   | 1500m Ploegenachtervolging | 1000m 5000m                         |
| 14 februari 2015 | 13:15   | 1000m 5000m                | 500m (2 races) Ploegenachtervolging |
| 15 februari 2015 | 13:15   | 500m (2 races) Massastart  | 1500m Massastart                    |

## Medailles

### Mannen
| Onderdeel                    | Goud                                              | Goud                      | Zilver                                               | Zilver                 | Brons                                                 | Brons                  |
| ---------------------------- | ------------------------------------------------- | ------------------------- | ---------------------------------------------------- | ---------------------- | ----------------------------------------------------- | ---------------------- |
| 500 m Details                | Pavel Koelizjnikov Rusland                        | 68,931 BR (34,383/34,548) | Michel Mulder Nederland                              | 69,622 (34,852/34,770) | Laurent Dubreuil Canada                               | 69,694 (34,971/34,723) |
| 1000 m Details               | Shani Davis Verenigde Staten                      | 1.08,57                   | Pavel Koelizjnikov Rusland                           | 1.08,61                | Kjeld Nuis Nederland                                  | 1.08,71                |
| 1500 m Details               | Denis Joeskov Rusland                             | 1.43,36 BR                | Denny Morrison Canada                                | 1.45,08                | Koen Verweij Nederland                                | 1.45,15                |
| 5000 m Details               | Sven Kramer Nederland                             | 6.09,65 BR                | Jorrit Bergsma Nederland                             | 6.11,53                | Douwe de Vries Nederland                              | 6.18,24                |
| 10.000 m Details             | Jorrit Bergsma Nederland                          | 12.54,82                  | Erik Jan Kooiman Nederland                           | 13.02,57               | Patrick Beckert Duitsland                             | 13.10,95               |
| Massastart Details           | Arjan Stroetinga Nederland                        | 7.30,64 60 punten         | Fabio Francolini Italië                              | 7.30,70 40 punten      | Alexis Contin Frankrijk                               | 7.30,72 20 punten      |
| Ploegenachtervolging Details | Nederland Sven Kramer Koen Verweij Douwe de Vries | 3.41,40                   | Canada Jordan Belchos Ted-Jan Bloemen Denny Morrison | 3.44,09                | Zuid-Korea Kim Cheol-min Ko Byung-wook Lee Seung-hoon | 3.44,96                |

### Vrouwen
| Onderdeel                    | Goud                                        | Goud                   | Zilver                                             | Zilver                 | Brons                                             | Brons                  |
| ---------------------------- | ------------------------------------------- | ---------------------- | -------------------------------------------------- | ---------------------- | ------------------------------------------------- | ---------------------- |
| 500 m Details                | Heather Richardson Verenigde Staten         | 75,332 (37,703/37,629) | Brittany Bowe Verenigde Staten                     | 75,785 (37,997/37,788) | Nao Kodaira Japan                                 | 75,893 (38,047/37,846) |
| 1000 m Details               | Brittany Bowe Verenigde Staten              | 1.13,90 BR             | Heather Richardson Verenigde Staten                | 1.14,49                | Karolína Erbanová Tsjechië                        | 1.15,26                |
| 1500 m Details               | Brittany Bowe Verenigde Staten              | 1.54,27                | Ireen Wüst Nederland                               | 1.54,76                | Heather Richardson Verenigde Staten               | 1.55,60                |
| 3000 m Details               | Martina Sáblíková Tsjechië                  | 4.02,17                | Ireen Wüst Nederland                               | 4.03,46                | Marije Joling Nederland                           | 4.05,51                |
| 5000 m Details               | Martina Sáblíková Tsjechië                  | 6.52,73                | Carlijn Achtereekte Nederland                      | 6.54,49                | Claudia Pechstein Duitsland                       | 6.56,53                |
| Massastart Details           | Irene Schouten Nederland                    | 8.38,23 60 punten      | Ivanie Blondin Canada                              | 8.38,38 40 punten      | Mariska Huisman Nederland                         | 8.38,70 20 punten      |
| Ploegenachtervolging Details | Japan Ayaka Kikuchi Miho Takagi Nana Takagi | 3.01,53                | Nederland Marije Joling Marrit Leenstra Ireen Wüst | 3.01,55                | Rusland Olga Graf Joelia Skokova Natalja Voronina | 3.03,19                |

### Medailleklassement

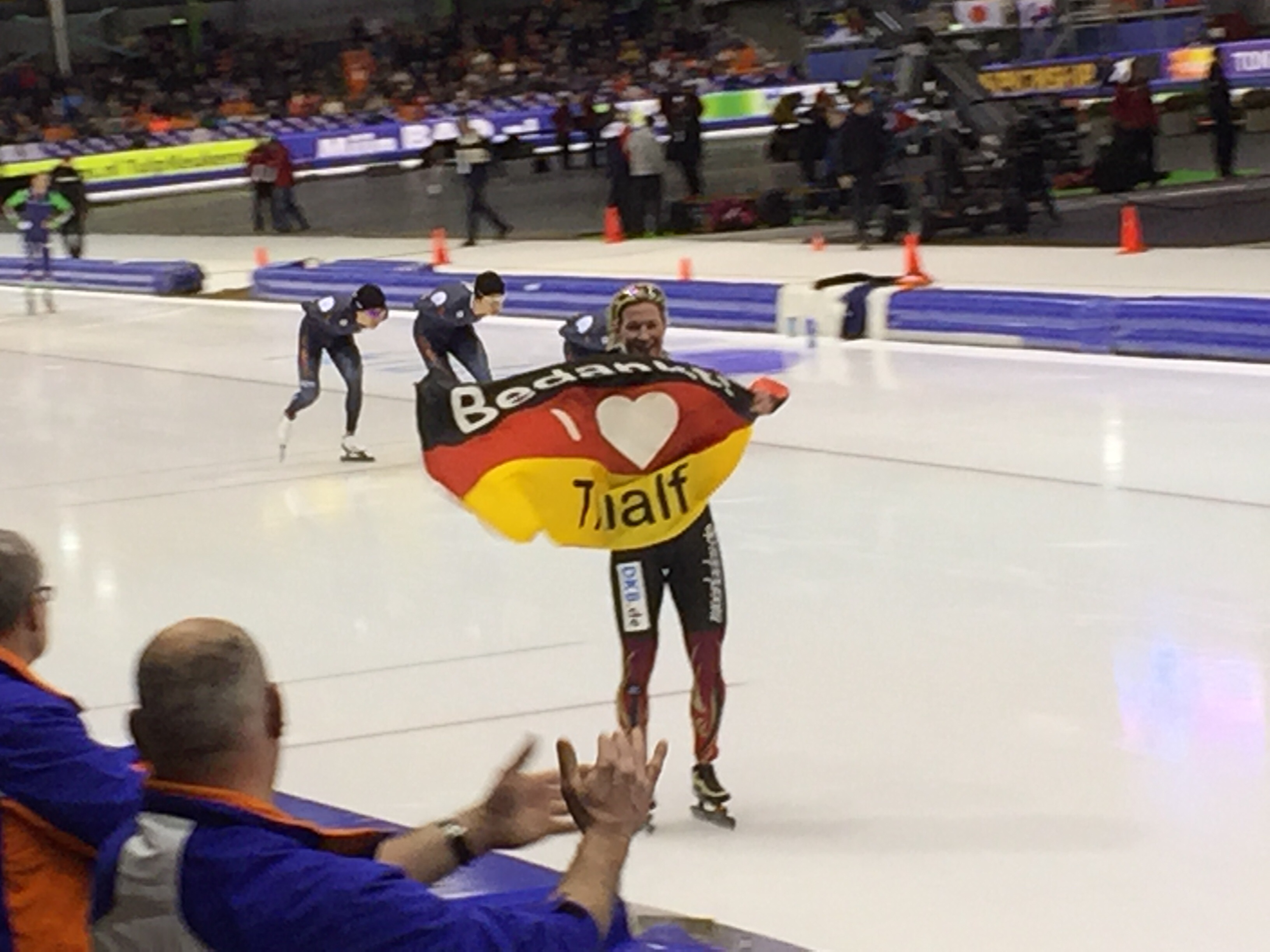
Pechstein met tekst op vlag: "Bedankt! I Love Thialf"

| Plaats | Land             | Goud | Zilver | Brons | Totaal |
| 1      | Nederland        | 5    | 7      | 5     | 17     |
| 2      | Verenigde Staten | 4    | 2      | 1     | 7      |
| 3      | Rusland          | 2    | 1      | 1     | 4      |
| 4      | Tsjechië         | 2    | 0      | 1     | 3      |
| 5      | Japan            | 1    | 0      | 1     | 2      |
| 6      | Canada           | 0    | 3      | 1     | 4      |
| 7      | Italië           | 0    | 1      | 0     | 1      |
| 8      | Duitsland        | 0    | 0      | 2     | 2      |
| 9      | Frankrijk        | 0    | 0      | 1     | 1      |
| 9      | Zuid-Korea       | 0    | 0      | 1     | 1      |
| Totaal | Totaal           | 14   | 14     | 14    | 42     |

## Belgische deelnemers
| Afstand    | Geslacht | Deelnemers     |
| ---------- | -------- | -------------- |
| 1500m      | Mannen   | Bart Swings    |
| 5000m      | Mannen   | Bart Swings    |
| 10.000m    | Mannen   | Bart Swings    |
| 5000m      | Vrouwen  | Jelena Peeters |
| Massastart | Mannen   | Bart Swings    |
| Massastart | Vrouwen  | Jelena Peeters |

## Nederlandse deelnemers
| Afstand       | Geslacht | Deelnemers                                 | Deelnemers                                 | Deelnemers                                 |
| ------------- | -------- | ------------------------------------------ | ------------------------------------------ | ------------------------------------------ |
| 500m          | Mannen   | Jesper Hospes                              | Michel Mulder                              | Hein Otterspeer                            |
| 500m          | Vrouwen  | Margot Boer                                | Floor van den Brandt                       | Thijsje Oenema                             |
| 1000m         | Mannen   | Stefan Groothuis                           | Kjeld Nuis                                 | Hein Otterspeer                            |
| 1000m         | Vrouwen  | Marrit Leenstra                            | Laurine van Riessen                        | Ireen Wüst                                 |
| 1500m         | Mannen   | Kjeld Nuis                                 | Wouter olde Heuvel                         | Koen Verweij                               |
| 1500m         | Vrouwen  | Marije Joling                              | Marrit Leenstra                            | Ireen Wüst                                 |
| 5000m         | Mannen   | Jorrit Bergsma                             | Sven Kramer                                | Douwe de Vries                             |
| 3000m         | Vrouwen  | Marije Joling                              | Jorien Voorhuis                            | Ireen Wüst                                 |
| 10.000m       | Mannen   | Jorrit Bergsma                             | Erik Jan Kooiman                           |                                            |
| 5000m         | Vrouwen  | Carlijn Achtereekte                        | Jorien Voorhuis                            |                                            |
| Massastart    | Mannen   | Jorrit Bergsma                             | Arjan Stroetinga                           |                                            |
| Massastart    | Vrouwen  | Mariska Huisman                            | Irene Schouten                             |                                            |
| Achtervolging | Mannen   | Sven Kramer, Koen Verweij, Douwe de Vries  | Sven Kramer, Koen Verweij, Douwe de Vries  | Sven Kramer, Koen Verweij, Douwe de Vries  |
| Achtervolging | Vrouwen  | Marije Joling, Marrit Leenstra, Ireen Wüst | Marije Joling, Marrit Leenstra, Ireen Wüst | Marije Joling, Marrit Leenstra, Ireen Wüst |

In de bovenstaande tabellen zijn de beste Nederlanders per afstand dikgedrukt.